# Гараж (фільм)
«Гара́ж» (рос. «Гараж») — радянська сатирична кінокомедія 1979 року. Режисер — Ельдар Рязанов.

## Сюжет
Дія фільму відбувається в кінці 70-х років , протягом однієї ночі в зоологічному музеї вигаданого «Науково-дослідного інституту з охорони тварин від довкілля», де зібралися його працівники — члени гаражному кооперативі. Проблема полягає в тому, що нове шосе повинне пройти через територію гаражного кооперативу, а тому треба скоротити кількість гаражів. Присутні вирішують питання скоротити список пайовиків, що породжує чимало конфліктів та суперечок. До того ж, серед претендентів на гаражі виявляється кілька «блатних», а члена правління гаражного кооперативу Аникеєву викривають у хабарництві. Хтось з присутніх нишком зачиняє двері й ховає ключа, тож увесь колектив змушений залишитися у приміщенні музею доти, доки не буде знайдено такий спосіб розв'язати цю справу, який задовольнив би всіх.

## У ролях
- Лія Ахеджакова — Малаєва
- Борислав Брондуков — наречений
- Георгій Бурков — Фетисов
- Марія Виноградова — жінка з куркою
- Анастасія Вознесенська — Кушакова, директорка ринку, «блатна» № 1
- Валентин Гафт — Сидорін, голова правління гаражного кооперативу
- Наталія Гурзо — Наташа
- Вадим Захарченко — чоловік в окулярах
- Михайло Кокшенов
- Ігор Костолевський — син Милосердова, «блатний» № 2
- Леонід Марков  — професор Смирновський
- Андрій М'ягков — Хвостов
- В'ячеслав Невинний — Карпухін
- Світлана Немоляєва — дружина Гуськова
- Ольга Остроумова — Марина, донька професора Смирновського
- Ельдар Рязанов — начальник відділу комах, чоловік, що спить
- Ія Саввіна — Аникеєва, член правління гаражного кооперативу